# Streets
Streets è un singolo della cantante statunitense Doja Cat, pubblicato il 29 gennaio 2021 come settimo estratto dal secondo album in studio Hot Pink.

## Descrizione
Il brano, scritto dalla rapper assieme a Dominique Logan, Darius Logan, Lydia Asrat, David Sprecher, Theron Otis Feemster, Christopher Jeffries e Demarie Sheki, è stato descritto come una ballata R&B, contenente un sample della canzone Streets Is Callin' del gruppo B2K, inclusa nella colonna sonora del film SDF Street Dance Fighters (2004).
Originariamente Streets non era previsto come singolo in quanto lo staff della RCA riteneva che non avrebbe raggiunto i livelli degli altri estratti dall'album come Say So. Tuttavia nel gennaio 2021 il brano ha conosciuto nuova popolarità grazie alla Silhouette Challenge, divenuta un fenomeno virale su TikTok, che consiste in un mashup con la canzone Put Your Head on My Shoulder di Paul Anka creato dall'utente Giulia Di Nicolantonio. Il 12 marzo 2021 sono stati resi disponibili due remix del brano, uno realizzato dal gruppo musicale britannico Disclosure e un altro denominato Silhouette che utilizza l'introduzione di Put Your Head on My Shoulder, canzone peraltro già campionata dall'artista per il brano promozionale Freak del 2020.

## Promozione
Il 5 marzo 2020 la rapper si è esibita con la canzone in un live streaming per la campagna LIFT di Vevo. Diretta da Priya Minhas, la performance vede l'artista cantare in una vasca piena di latte.
Il 24 dicembre dello stesso anno sono state rese disponibile sul canale YouTube della rapper due esibizioni del brano come parte del progetto natalizio Hot Pink Session. Queste ultime hanno ricevuto popolarità sui social media e hanno contribuito anch'esse a rendere successo alla canzone.

## Video musicale
Il video musicale, diretto da Christian Breslauer, è stato reso disponibile su YouTube il 9 marzo 2021. In esso Doja Cat esegue più volte la Silhouette Challenge e utilizza come versione del brano il Silhouette Remix che include l'introduzione di Put Your Head on My Shoulder.

## Tracce
Download digitale – Disclosure Remix
1. Streets (Disclosure Remix) – 4:14

Download digitale – Silhouette Remix
1. Streets (Silhouette Remix) – 4:01

## Formazione
- Doja Cat – voce
- Blaq Tuxedo – produzione
- Rian Lewis – ingegneria del suono
- Nealhpogue – missaggio

## Successo commerciale
Nella classifica britannica la canzone è diventato il nono ingresso di Doja Cat, debuttando il 21 gennaio 2021 alla 59ª posizione con 6 028 copie vendute. La settimana seguente è salita al numero 20 con 14 501 copie, segnando la terza top twenty dell'artista. Due settimane dopo ha raggiunto il suo picco al 12º posto, aggiungendo altre 22 145 copie al suo totale.

## Classifiche

### Classifiche settimanali
| Classifica (2021) | Posizione massima |
| ----------------- | ----------------- |
| Australia         | 12                |
| Austria           | 54                |
| Belgio (Fiandre)  | 72                |
| Canada            | 19                |
| Francia           | 105               |
| Germania          | 99                |
| Grecia            | 2                 |
| Irlanda           | 9                 |
| Islanda           | 23                |
| Lituania          | 4                 |
| Nuova Zelanda     | 10                |
| Paesi Bassi       | 81                |
| Perù              | 144               |
| Portogallo        | 21                |
| Regno Unito       | 12                |
| Repubblica Ceca   | 50                |
| Slovacchia        | 13                |
| Stati Uniti       | 16                |
| Svezia            | 71                |
| Svizzera          | 27                |
| Ungheria          | 26                |

### Classifiche di fine anno
| Classifica (2021) | Posizione |
| ----------------- | --------- |
| Australia         | 34        |
| Canada            | 73        |
| Islanda           | 92        |
| Nuova Zelanda     | 31        |
| Portogallo        | 80        |
| Regno Unito       | 50        |
| Stati Uniti       | 67        |

## Date di pubblicazione
| Paese                 | Data             | Formato                | Nota   |
| --------------------- | ---------------- | ---------------------- | ------ |
| Regno Unito           | 29 gennaio 2021  | Urban contemporary     | [ 17 ] |
| Stati Uniti d'America | 16 febbraio 2021 | Contemporary hit radio | [ 47 ] |